# Burdégano
El burdégano, también conocido como macho romo o burreño, es el animal híbrido resultante del cruce entre un caballo (Equus ferus caballus) y una burra (Equus africanus asinus). La mula es el resultado del cruce entre un burro y una yegua. Se producen en menor cantidad que las mulas, pues es más fácil combinar burros con yeguas que viceversa, ya que conseguir el embarazo en una burra es más difícil (una de cada siete burras puede concebir al ser cubierta por un caballo).

## Características

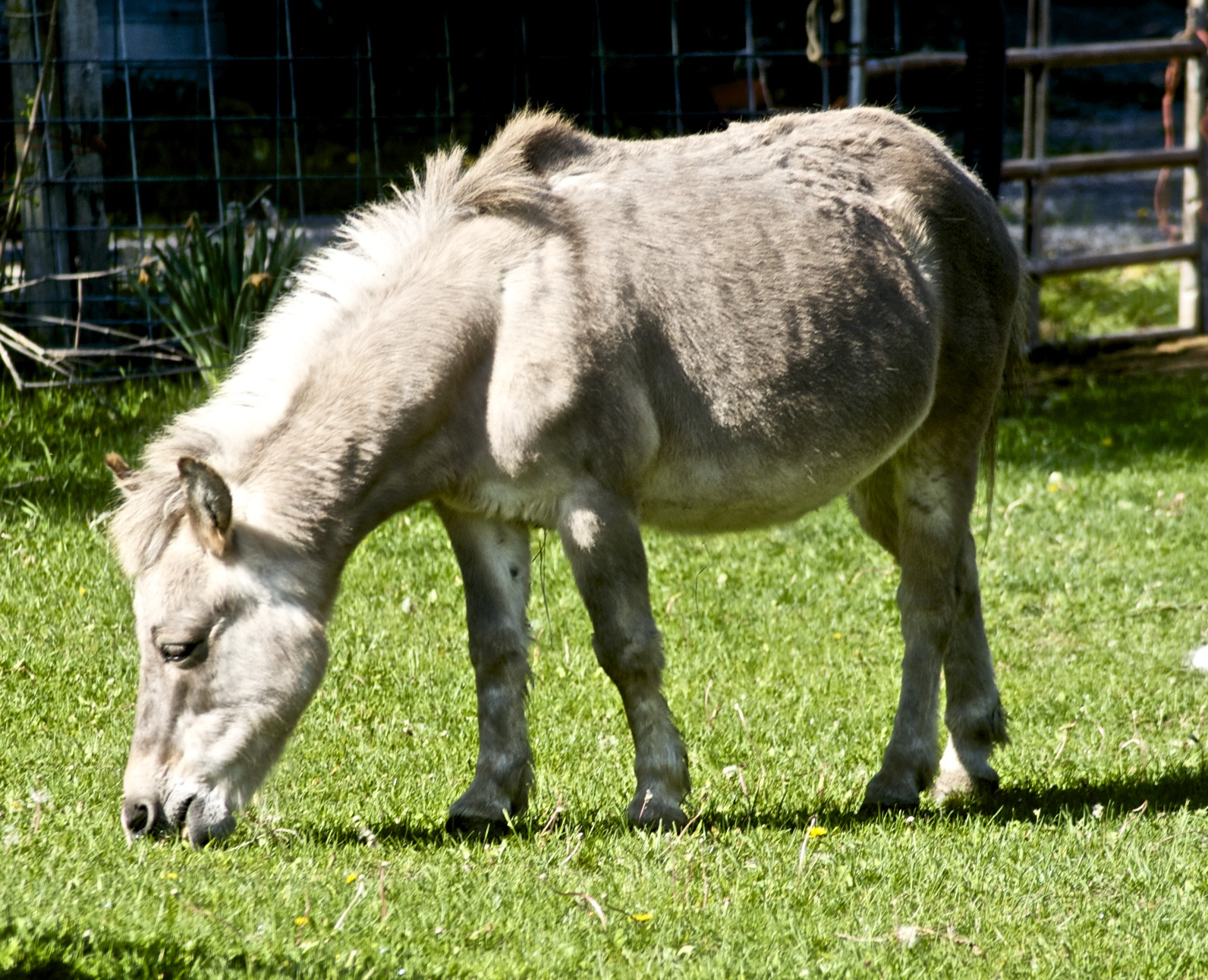
Burdégano pastando.

Los burdéganos son más pequeños que los mulos, y mientras que la cara de los mulos recuerda más a los burros, la del burdégano se parece más a la del caballo, que es larga y delgada. No tiene las orejas tan largas como la madre aunque algo más que las del padre. Su cola es peluda en toda su longitud como los caballos. Presenta formas poco esbeltas y su tamaño se aproxima al del asno. Se cree que su tamaño se ve restringido por haber sido gestado por una burra, cuya matriz es de menor tamaño que la de una yegua, lo que limita el crecimiento del feto.
Como animal híbrido, el burdégano casi siempre es estéril debido a la diferencia en el número de cromosomas del núcleo (caballo, 64; burro, 62). Esto hace que al combinarse salgan crías (mulo o burdégano) con 63 cromosomas, es decir, no forman pares; lo que da lugar a que no se dividan equitativamente durante la meiosis. 
Su morfología exterior es similar a la de su padre, el caballo, y su esqueleto a la burra, su madre. Su tamaño es intermedio entre la mula y el burro; su cabeza es fina, delgada, armónica y bien proporcionada como la del caballo, con orejas de largo mediano pero similares a las del caballo, las arcadas orbitales son prominentes: las narices elásticas y muy dilatables, y la falsa nariz es diverticulada; las crines del cuello y de la cola son abundantes y largas como las de su padre; el dorso, el lomo y la grupa o anca son rectos y cortantes como las tienen los burros; los miembros son enjutos y los cascos se presentan más anchos que los del burro.
Presenta sus órganos genitales muy desarrollados, con los pezones o mamilas prepuciales muy desarrollados y largos. La piel es muy fina, y el manto piloso de color uniforme, generalmente oscuro, y conservan la raya dorsal con sus lengüetas cruciales y las cerraduras en los miembros anteriores y posteriores; además, posee cuatro espejuelos o castañas en los cuatro miembros, como en el caballo; el burro tiene dos y la mula tiene tres. (Los espejuelos constituyen unas placas de tejido córneo ubicados en la cara interna de los miembros, en los miembros anteriores por encima de las rodillas, y en los posteriores por debajo de los garrones.
A estas formaciones se les supone ser vestigios del meñique el quinto dedo de los caballos; estos se definen después del año de edad y son como las huellas digitales de los humanos y son utilizadas para identificación de los mismos.)

## Problemas genéticos del cruce
Los burdéganos son casi siempre estériles, y en los pocos casos de fertilidad las crías tienden a ser de bajo peso y débiles. Su esterilidad se atribuye al diferente número de cromosomas de las especies de las que proviene (los burros tienen núcleo de 62 cromosomas, mientras que los del caballo tienen 64).
El burdégano y la mula son realmente animales creados por el hombre, ya que en estado natural las dos especies progenitoras viven en continentes diferentes. El caballo y el burro tienen un antecesor común relativamente reciente, pertenecen al mismo género, por lo que comparten más del 97% de sus genes, lo suficientemente próximos para producir crías pero demasiado alejados para que sean fecundas (algo que se sabía desde la antigüedad), ya que el caballo tiene 64 cromosomas mientras que el burro, 62.

## Obtención de burdéganos
Para obtener mulos o burdéganos es necesario entrenar o engañar al macho con la presencia de una hembra de su especie para conseguir la cópula entre especies o bien usar la inseminación artificial.
Los mulos y burdéganos machos no castrados suelen tener gran apetito sexual aunque son estériles, porque sus testículos producen testosterona a tasas normales. Por eso se castran para el trabajo.